# Антони (пьеса)
«Антони» — пьеса в пяти действиях, которая была написана Александром Дюма. Впервые была опубликована и исполнена в театре «Porte-Sant-Martin» 8 мая 1831 года. Сам Дюма при этом утверждал, что «Антони — не драма, не трагедия, а сцена любви, ревности и гнева».

## История Антони
Антони — внебрачный ребёнок, который возвращается к Адель (женщине, которая не может выйти замуж). Когда он вернулся к своей семье, он просто не мог терпеть это дальше, и благодаря этому он заказывает в трактире две комнаты.

## Сюжет
Действие 1: Адель пишет письмо Антони, и после этого сбегает из дома, чтобы осуществить это. А в это время Антони скучает, но при этом приводит себя в порядок и отправляется в трактир.
Действие 2: Адель, чтобы попасть к Антони, решает выехать через Страссбург. Неожиданно она видит свою сестру Клару, которая выглядела сентиментально.
Действие 3: Антони в трактире заказывает две комнаты. И не случайно! Адель, когда прибыла в трактир, увидела это и благодаря этому возлюбленные встретились.
Действие 4: В этом действии всё общество приглашено на бал Адель и Антони, в том числе Лэси и господин Еврей.
Действие 5: После того, как все разошлись домой, Адель почему решила не выходить замуж за Антони и даже просила её убить. После всего этого она достала нож и убила своего сына. Господин Еврей всё это видел и сказал: «Она вздумала сопротивляться, в таком случае я её убью!».

## Постановка пьесы в театре «Porte-Saint-Martin»
Впервые постановка пьесы «Антони» состоялась 8 мая 1831 года. Роль Адель играла Мари Дорваль, а роль Антони — Босаж.